# Inkhundla Matsanjeni Nord
L'Inkhundla Matsanjeni Nord è uno degli undici tinkhundla del distretto di Lubombo, nell'eSwatini.

## Geografia antropica

### Suddivisioni amministrative
L'Inkhundla è suddiviso nei 4 seguenti imiphakatsi: Lukhetseni, Mambane, Maphungwane, Tikhuba.